# Ăn lọc

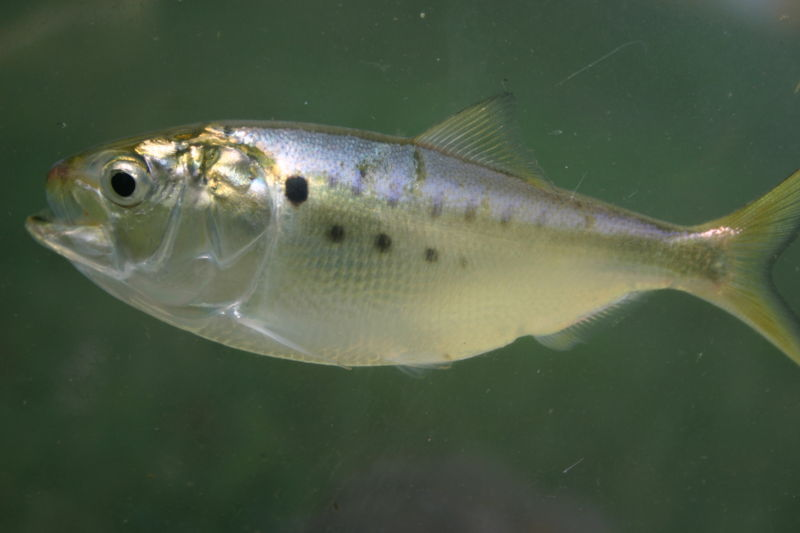
Cá mòi dầu Đại Tây Dương là loài ăn lọc và góp phần kiểm soát hiện tượng thủy triều đỏ do chúng lọc và ăn sạch các loại vi tảo

Ăn lọc là một kiểu ăn của động vật bằng cách ăn các loại thức ăn thông qua việc lọc các hạt vật chất và thực phẩm trôi nổi từ nước, thường bằng cách há miệng thật lớn hoặc có các lỗ nước để cho nước (có các loài động vật, thực vật) đi qua một cấu trúc lọc chuyên dụng và ở đây, các loại thức ăn sẽ được giữ lại để đưa vào hệ tiêu hóa, còn lượng nước thì được đẩy ra ngoài theo một cơ chế riêng. 

## Các loài
Một số động vật có sử dụng phương pháp này có thể kể đến là nghêu, nhuyễn thể, bọt biển, cá voi, và rất nhiều loài cá (bao gồm một số loài cá mập). Một số loài chim như chim hồng hạc và một số loài vịt, cũng được coi là loài ăn lọc thông qua việc sục mỏ xuống nước để xúc tôm, xúc tép và bắt cá. Các loài ăn lọc có thể đóng một vai trò quan trọng trong việc làm sạch nguồn nước, và do đó được coi là kỹ sư hệ sinh thái.

### Các loài cá
Hầu hết cá mồi được ăn bằng cách lọc. Ví dụ, cá mòi dầu Đại Tây Dương mòi dầu, một loại cá trích, sống bằng cách ăn các sinh vật phù du trong tầng nước giữa. Cá mòi dầu lớn có thể lọc lên đến bốn lít nước mỗi phút và đóng một vai trò quan trọng trong việc làm sạch nước đại dương. Chúng cũng là một cách kiểm tra tự nhiên đến thủy triều đỏ gây chết người. Ngoài những cá xương, bốn loại cá sụn cũng được lọc ăn: Những con cá mập voi hút vào một ngụm nước, đóng cửa miệng của nó và thải nước qua mang. 

### Hai mảnh vỏ
Các loài hai mảnh vỏ là động vật thân mềm thủy sản có vỏ hai phần. Có 30.000 loài, bao gồm nghêu, sò, điệp, trai, hàu, hến, vẹm. Hầu hết các loài hai mảnh vỏ là ăn bằng cách lọc, chiết xuất chất hữu cơ từ biển mà chúng đang sống. Mỗi con hàu lọc lên đến năm lít nước mỗi giờ. Chúng lọc các chất dinh dưỡng dư thừa mỗi ba hoặc bốn ngày, các trầm tích, chất dinh dưỡng, và tảo có thể gây ra vấn đề trong vùng biển địa phương. Hàu lọc các chất gây ô nhiễm, do đó đóng vai trò như và một loài chủ chốt trong nhiều hệ sinh thái.